# Doftvaxskivling
Doftvaxskivling (Hygrophorus agathosmus) är en svampart som först beskrevs av Elias Fries, och fick sitt nu gällande namn av Elias Fries 1838. Doftvaxskivling ingår i släktet Hygrophorus och familjen Hygrophoraceae.  Arten är reproducerande i Sverige. Inga underarter finns listade i Catalogue of Life.

## Källor

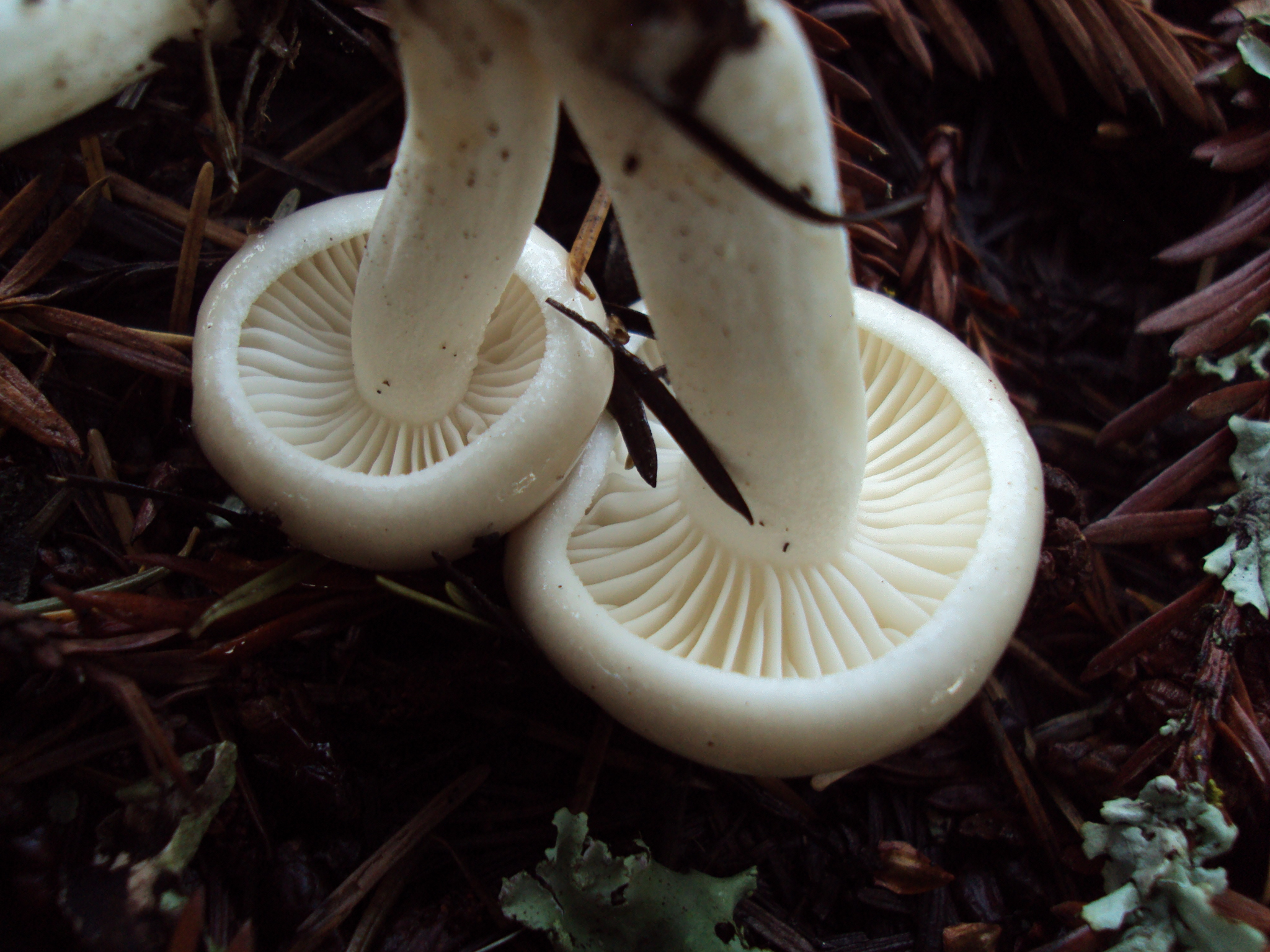
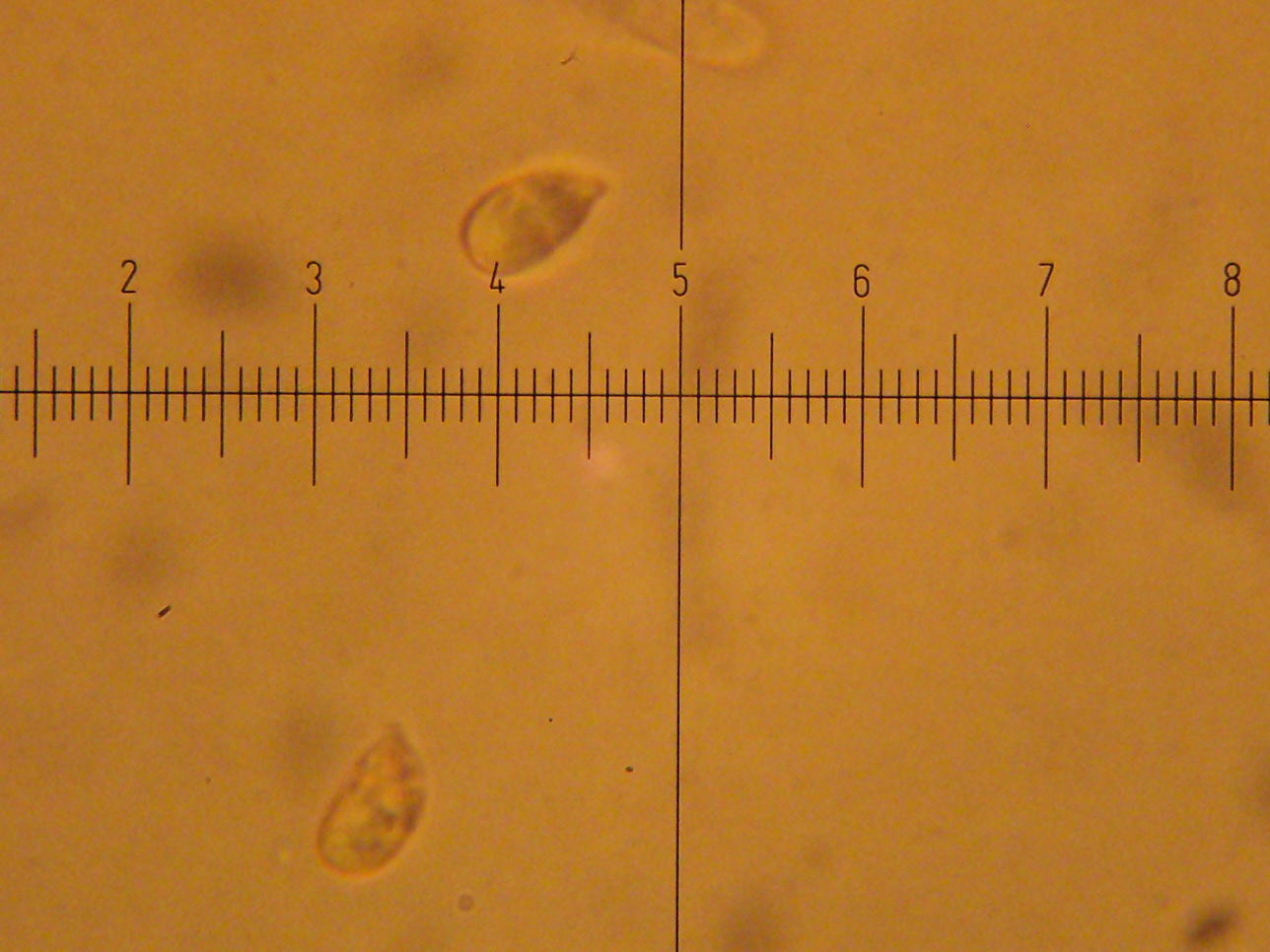
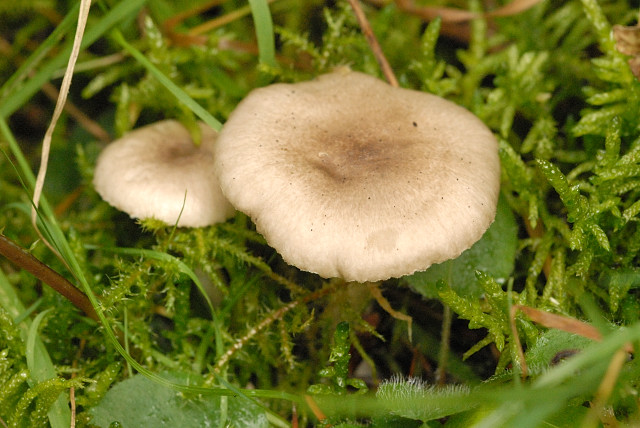
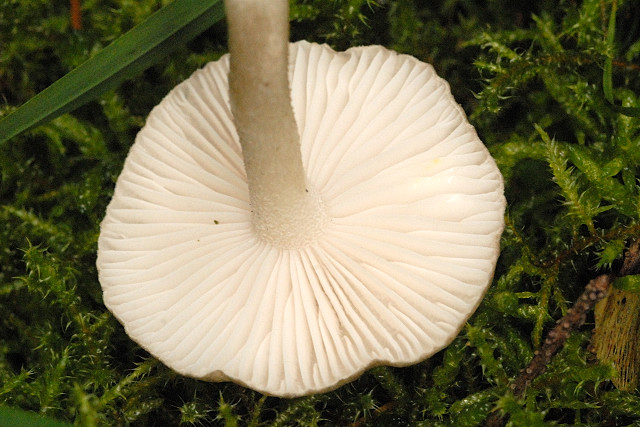